# Штейнгель, Владимир Рудольфович
Владимир Рудольфович Штейнгель (1 декабря 1871—1927) — барон, предприниматель, создатель промышленного и сельскохозяйственного комплекса «Хуторок», который располагался на Кубани.

## Биография
Барон Владимир Рудольфович Штейнгель родился 1 декабря 1871 года в Санкт-Петербурге. Его отцом был инженер барон Рудольф Васильевич Штейнгель, который обрел известность как строитель железных дорог. Он происходил из дворянского рода, его предки находились на русской службе с 1720-х годов. Барон в 1880-х годах купил свыше 6 тысяч десятин земли, а также взял в аренду свыше 3 тысяч десятин земли. На этом месте он построил винокуренный завод, начал заниматься полевым хозяйством и скотоводством. У Рудольфа Штейнгеля было четыре сына, один из них — Владимир Штейнгель. Братья барона Рудольфа Штейнгеля — Максим и Леонгард, были учредителями акционерного общества Владикавказской железной дороги, занимались предпринимательством.
Владимир Штейнгель получил образование в Киевской коллегии Павла Галагана. После этого, он продолжил обучение на физико-математическом факультете Киевского университета Святого Владимира. Когда умер его отец в 1882 году, Владимир Штейнгель прервал свое обучение и занялся делами имения «Хуторок», площадь которого составляла 20 тысяч десятин. В имении было стадо овец-мериносов, численность которого составляла свыше 40 тысяч голов. Было 500 свиней и свыше 1 тысячи голов крупного рогатого скота. Работал винный завод, была пасека, на которой было около 150 семей пчел.
К имению «Хуторок» подходила железнодорожная ветка. Там был водопровод, канализация и телефонная связь. Численность построек в имении превышала 600. Здесь был также кирпичный завод, пекарня, паровая водокачка. В конюшнях проходило разведение полукровных английских лошадей, которые потом продавались. Каждый год оборот имения «Хуторок» составлял примерно 3 миллиона рублей.
В 1883 году на территории селения Новокубанское был построен винокуренно-ректификационный завод, который принадлежал барону. Основной капитал этого предприятия был равен 3,5 миллионам рублей. На нем производилось 25 млн градусов сырого спирта. В 1885 году во время проведения Московской сельскохозяйственной выставки В. Р. Штейнгель получил почётный диплом "За организацию и влияние имения «Хуторок» на окружающие хозяйства.
Ежегодно продажа вина приносила доход, который был равен сумме в 60 тысяч рублей.
В конце XIX века барон построил дворец, который стал известен как «Дом барона Штейнгеля». Он участвовал в создании парка-трека.
В 1900 году имение «Хуторок» было участником Всемирной Парижской выставки. Была представлена различная сельскохозяйственная продукция, коневодство, виноделие, за которую имение получило награды. Общее ведение хозяйства получило Большую Золотую медаль Всемирной выставки.
Был главой «Общества попечения о сиротах и бедных детях г. Владикавказ».
В 1908 году барон Штейнгель переместил овцеводство из Кавказа в Сибирь. Чтобы дети рабочих могли получать образование, он открыл училище 3-го разряда, которое было рассчитано на 50 детей. Также была больница, которая была рассчитана на 18 коек. Функционировала метеорологическая станция.
Во время Первой мировой войны Владимир Рудольфович Штейнгель построил галетную фабрику. После революции 1917 года все имение вместе с промышленностью было национализировано, сам владелец — арестован, но вскоре его отпустили по просьбам его работников. В 1920-х годах барону Штейнгелю удалось эмигрировать в Париж. Во Франции первое время ему пришлось работать швейцаром.
Умер барон в 1927 году.
Внучка барона Владимира Штейнгеля — Людмила, вышла замуж за Сергея Сергеевича Рагозина.